# Balneario Popular Rocas de Santo Domingo
El Balneario Popular Rocas de Santo Domingo (ex centro de detención clandestino) está ubicado en la comuna de Santo Domingo, Región de Valparaíso, Chile. Fue construido en 1971 durante el gobierno del Presidente Salvador Allende como parte del Plan de Balnearios Populares, una de las medidas del programa de gobierno de la Unidad Popular, "Educación Física y Turismo Popular" que, a través del Fondo Nacional de Bienestar Social de los Trabajadores, implementaron una serie de balnearios populares en distintas regiones del país destinados como lugar de veraneo para los sectores populares.
Su diseño estuvo a cargo de la Corporación de Mejoramiento Urbano, hoy Ministerio de Vivienda y Urbanismo, construyéndose cabañas, bodegas, canchas de deporte, juegos infantiles, cocinas y comedores colectivos.
Tras el golpe de Estado del 11 de septiembre de 1973 perpetrado por el dictador Augusto Pinochet, estos fueron clausurados con el argumento de que eran centros de adoctrinamiento marxista y pasaron a ser propiedad de la Dirección de Inteligencia Nacional (DINA), utilizándolo como espacio personal de veraneo y también como centro de detención clandestino, donde se torturó a presos políticos de la época. Luego de la disolución de la DINA, el balneario pasó a ser propiedad de la Central Nacional de Informaciones (CNI), y más tarde, tras el fin de la Dictadura Militar quedó en manos del Ejército de Chile en estado de abandono.

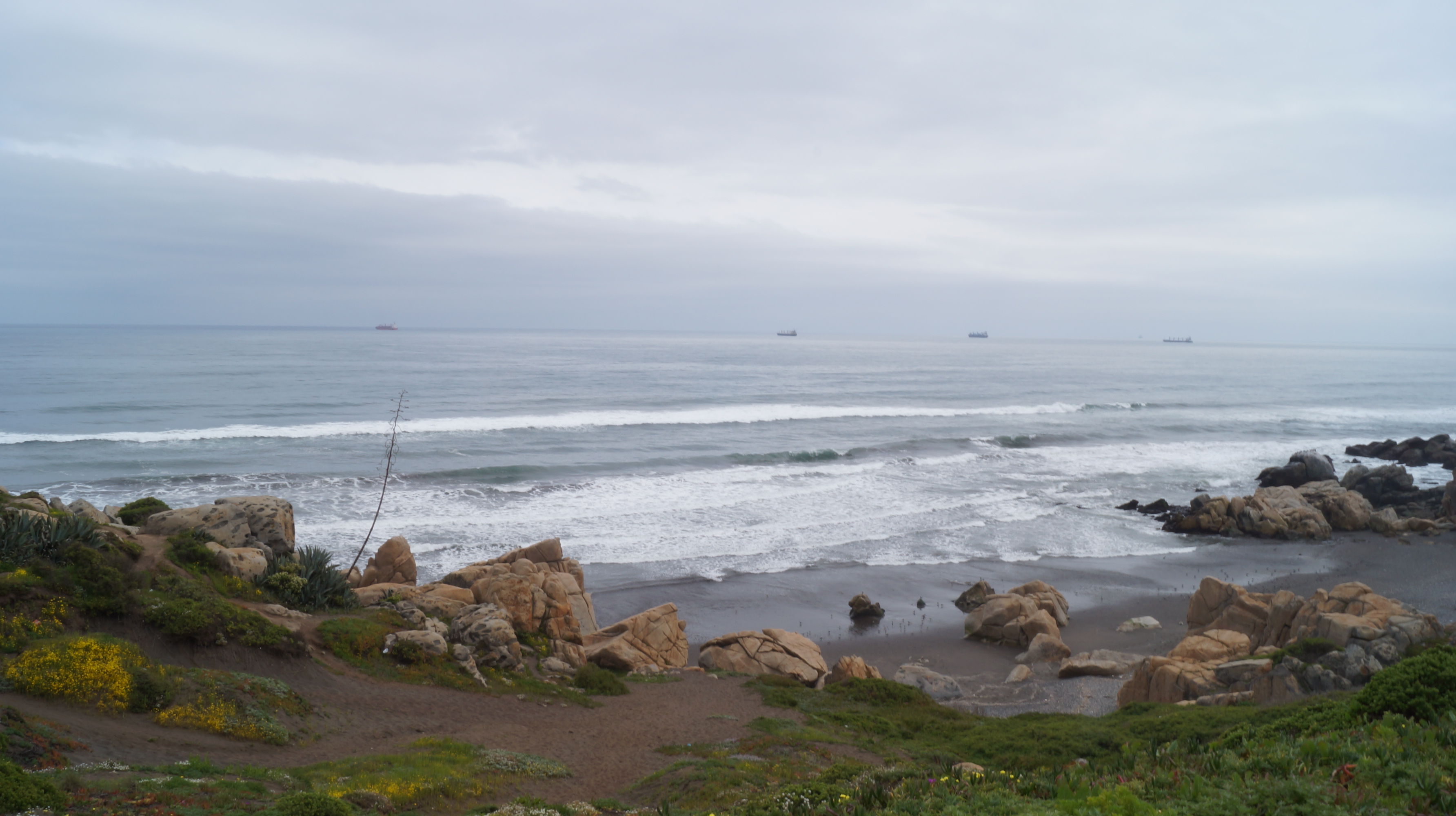
Sector Rocas de Santo Domingo, San Antonio

En 2014, y tras la solicitud de sobrevivientes al recinto, el balneario fue declarado Monumento Histórico (decreto Nº337) y, desde esa fecha, la Fundación por la Memoria de San Antonio ha estado a cargo de su puesta en valor y mantenimiento. 

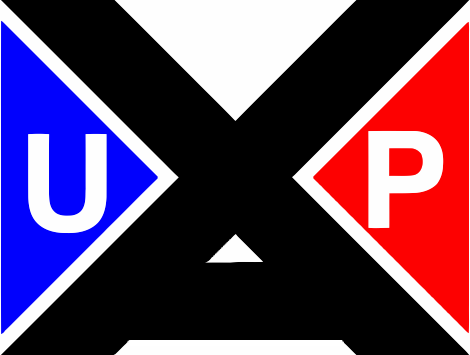
Logo de la Unidad Popular

## Antecedentes históricos
Días después del triunfo del presidente Salvador Allende y ajustándose al programa presidencial de la Unidad Popular, fueron construidos una serie de 18 balnearios populares para la clase obrera con el objetivo de garantizar el descanso y entretenimiento de obreros, trabajadoras y sus familias, para quienes estos balnearios representaron la primera oportunidad para conocer el mar. Los balnearios se implementaron desde la ciudad de Arica en el norte del país, hasta la comuna de Lota en la región del Bio Bio. Estos consistieron en un novedoso sistema de paneles de madera prefabricados que fueron ubicados entre las zonas anteriormente mencionadas, y estuvieron a cargo tanto en su diseño, como en su construcción y montaje por la Dirección de Equipamiento Comunitario dependiente del MINVU.
Cada centro turístico tenía una capacidad para 500 personas con 8 a 10 cabañas. Además, se incluyeron otros inmuebles de espacio común, como una posta para las emergencias, bodegas, lavaderos, cocinas y comedores, como a su vez, se instalaron espacios para el deporte, como canchas deportivas y juegos infantiles para los niños.
De esta forma se concretaba una de las grandes promesas del gobierno de la Unidad Popular, el cual entregaba un lugar de recreación, convivencia y cultura para los trabajadores, que en su gran mayoría eran familias asociadas a la Central Unitaria de Trabajadores (CUT) los cuales hasta ese momento administraba la red de balnearios, lo que finalizó posteriormente con el golpe de Estado.

## Golpe de Estado y Centro de tortura

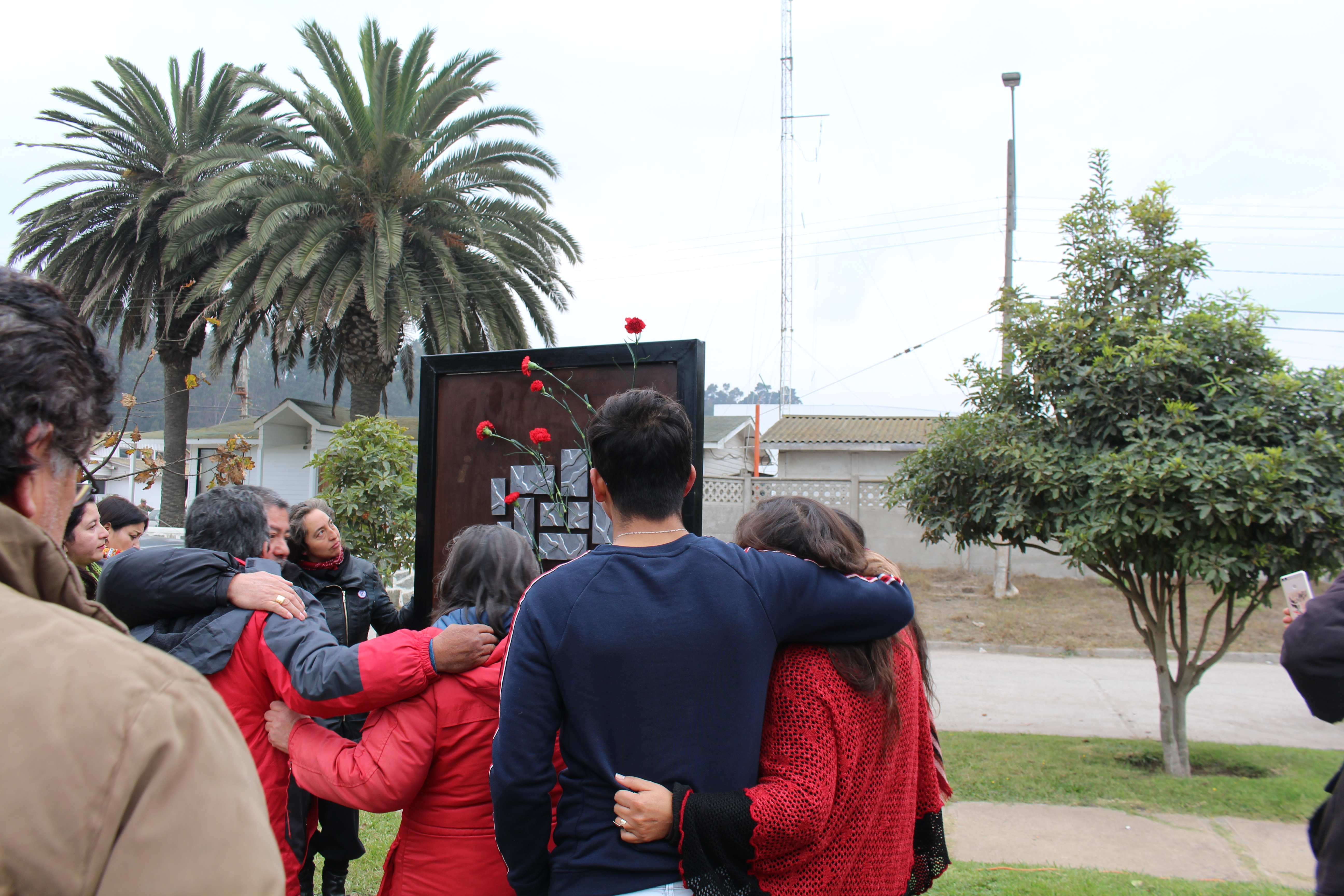
Memorial en plazoleta afuera del regimiento Tejas Verdes

Tras el golpe de Estado, parte de los balnearios fueron clausurados y repartidos entre las distintas ramas de las fuerzas armadas que participaron en la dictadura militar. Pero no fue hasta 1974 que el Balneario Popular Rocas de Santo Domingo junto con el Balneario de Ritoque, empezarían a funcionar como centros clandestinos de detención y tortura controlados por la Dirección de Inteligencia Nacional (DINA), los cuales fueron adecuando los espacios para tales fines con la instalación de alambrado y con la construcción de torres de vigilancia. Lo que finalmente termina convirtiéndose en un anexo del Centro de tortura del regimiento Tejas Verdes, ubicado en la comuna de San Antonio, región de Valparaíso. De esta manera fueron dejando atrás todo proyecto iniciado por el gobierno de la Unidad Popular.
Para el año 1976, el complejo aún funcionaba como campo de concentración para presos políticos de la dictadura, en donde se siguieron violando sistemáticamente los derechos humanos de cientos de ciudadanos contrarios al régimen. Sin embargo, en el transcurso del mismo año el balneario pasa a transformarse en un espacio de veraneo para los agentes de la DINA, posteriormente, tras la disolución de ésta, pasa a ser administrado por la Central Nacional de Informaciones (CNI), para finalmente quedar en manos del ejército hasta su desmantelación en el año 2013.

## Vuelta a la democracia y declaración como Monumento histórico
Para el año 2013, por orden del alcalde Fernando Rodríguez Larraín (UDI) fueron demolidas las instalaciones del complejo, esto con el argumento de que en el lugar existían problemas sanitarios y plagas. Lo cual posteriormente fue desmentido y criticado por una de las torturadas en el campo de concentración de Tejas Verdes, la cual indica que "eso no concuerda con el monitoreo y seguimiento que había de nuestra parte a esas cabañas, ya que el 14 de septiembre de 2013 estuvimos dentro del recinto más de 200 personas y no existía ninguna plaga de ratones". Debido a esta problemática el arquitecto Miguel Lawner Steiman, uno de los gestores principales de estos proyectos en el gobierno de Allende, y en conjunto con Ana Becerra Arce, Beatriz Miranda Oyarzún, Carmen Díaz Rodríguez, Renato Hernández Orrego, Fernando Villagrán Carmona, Javier Rebolledo Escobar y Jorge Escalante Hidalgo promovieron la iniciativa para que el lugar fuera convertido en un lugar de memoria y de esta forma no olvidar los crímenes de lesa humanidad cometidos por la dictadura de Pinochet.
Finalmente, esto fue aprobado mayoritariamente por el Consejo de Monumentos Nacionales el 12 de noviembre de 2014 para luego ser ratificado por la ministra de Educación Adriana Delpiano Puelma mediante la firma del decreto N.º 337/2015, donde el balneario se declaró como “Monumento Nacional en la categoría de Monumento Histórico”, y de esta forma el espacio ya no podrá ser intervenido, ni alterado. Sin embargo, hoy en día solo se pueden apreciar vestigios como algunos poyos de los cimientos de las edificaciones.